# آلفرد رابینسون (بازیکن فوتبال، زاده ۱۸۸۸)
آلفرد رابینسون (انگلیسی: Alfred Robinson؛ زادهٔ 1888) بازیکن فوتبال اهل بریتانیا است.
از باشگاه‌هایی که در آن بازی کرده‌است می‌توان به باشگاه فوتبال بلکبرن روورز و باشگاه فوتبال گینزبورو ترینیتی اشاره کرد.